# پخش دارویی
پخش دارو ملاحظات ایمنی و امنیتی دارویی ویژه‌ای دارد. برخی از داروها برای پخش شدن نیاز به مدیریت زنجیره سرد دارند.
این صنعت از فناوری ردیابی و رهگیری استفاده می‌کند، هرچند زمان‌بندی پیاده‌سازی و اطلاعات مورد نیاز در کشورهای مختلف، با قوانین و استانداردهای مختلف، متفاوت است.
از آنجا که دولت‌ها دسترسی به مواد مخدر را تنظیم می‌کنند، دولت‌ها پخش مواد مخدر و زنجیره تأمین دارو را بیش از تجارت دیگر کالاها کنترل می‌کنند. پخش دارو با تولید دارو توسط صنعت داروسازی آغاز می‌شود. از آنجا، واسطه‌ها در بخش دولتی، بخش خصوصی و سازمان‌های غیردولتی داروها را برای ارائه به دیگر واسطه‌ها تهیه می‌کنند. در نهایت، داروها به طبقات مختلف مصرف‌کنندگانی که از آنها استفاده می‌کنند، می‌رسند.